# بيئة غذائية سامة
تم ابتكار مصطلح «بيئة غذائية سامة» بواسطة كيلي دي براونيل في كتابه معركة الغذاء: خفايا قصة صناعة الغذاء وذلك لوصف تلك الثقافة الأمريكية في نهاية القرن العشرين، والتي ترعى وتشجع السمنة المفرطة والاستهلاك غير المسبوق للطعام.
براونيل هو أستاذ في جامعة يال و مدير مركز رود لسياسة الغذاء والسمنة المفرطة في جامعة يال .
يستخدم براونيل مصطلح «سامة» لوصف التعرض الذي لا مثيل له للغذاء ذو السعرات الحرارية العالية والمستويات العالية من الدهون، السهل المنال في ذات الوقت والمضخ بقوة في السوق بثمن ٍ بخس. والبيئة السامة هي محصلة شيوع الغذاء المصنّع غير الصحي، نمط الحياة الخامل الآخذ في الانتشار والذي يجعل الأفراد يقضون وقتاً أطول في مشاهدة التلفاز واستخدام الحواسيب من الوقت الذي يقضونه في ممارسة التمارين الرياضية، تفشّي مطاعم الوجبات السريعة، النمو الهائل لأحجام الوجبات، قوة الترويج والتسويق للطعام، بالإضافة إلى صناعة الطعام الرديء المنتشرة في المدارس من خلال بيع مكونات غير صحية بواسطة ماكنات البيع، صالات الطعام، ومزودي المدرسة بالغذاء.
عزا براونيل والعديد من زملائه السمنة المتفشية في الشعب الأمريكي إلى هذه البيئة السامة. وقد سجل معهد الطب سنة 1995 ملاحظته بأنّ جملة المورثات البشرية لم تتعرض لأي تغير حقيقي خلال العقود العديدة الماضية التي بدأت فيها السمنة المفرطة بالتزايد. من هنا، فإنّ جذور أزمة السمنة المفرطة لابد وأن تكون كامنة في البيئة وفي القوى الاجتماعية والثقافية التي تعزز حضوراً مبالغاً فيه للطعام والإستهلاك الغذائي، ونقصاً في النشاط الحركي.
المحتويات 

1-	انظر أيضاً
2-	مراجع
3-	قراءات إضافية
4-	روابط خارجية

## قراءات إضافية
•	تدابير ضرورية لتجنب سمنة الطفولة المفرطة: خلق مناخ للتغيير . شوارتز، إم بي وبراونيل، كي بي (2007). صحيفة القانون، الطب والآداب. ربيع ; 35 (1): 78- 89
•	'إعلانات الطعام المتلفزة : استهداف الأطفال في بيئة سامة' . هورجن، كي بي، كوت، إم وبراونيل، كي دي (2001). في دي جي سنجر وجي إل سنجر (اختصاصيي تعليم)، كتيب إرشادي للأطفال والإعلام. المكان: كاليفورنيا. صفحات: 61- 447 .
•	'السمنة المفرطة: استجابة للوباء العالمي' . وادن، تي آي، فوستر، جي دي.
```
روابط خارجية
```

•	ثقافة الوجبات السريعة تخدم الأمريكان ذوي الأحجام الضخمة .
•	مركز رود لسياسة الغذاء والسمنة المفرطة في جامعة يال .
•	رود ساوند بايتس، مدونة مركز رود .